# Karl-Bernd Skamper
Karl-Bernd Skamper (* 30. April 1936 in Köln; † 9. März 2024 ebenda) war ein deutscher Sportjournalist.

## Werdegang
Karl-Bernd Skamper war der Sohn von Bernhard Skamper und Elisabeth Skamper, geborene Dahlen.
Nach dem Abitur am Kölner Albertus-Magnus-Gymnasium 1956 arbeitete Skamper in der Sportredaktion des Westdeutschen Rundfunks. 1960 wechselte er zur Tageszeitung Der Mittag nach Düsseldorf, für die er im selben Jahr das Berichterstatterteam bei den Olympischen Spielen in Rom leitete. Von 1962 bis zur Pensionierung 1996 war er Sportchef der Deutschen Welle in Köln, zunächst für den Hörfunk, ab 1994 auch für das Fernsehen.
Seit 1980 vertrat Skamper die ARD in Sachen Sport bei der Europäischen Rundfunk-Union (EBU) in Genf. Von 1990 bis 1996 leitete er dort die Arbeitsgruppe Sport Hörfunk. 1990 berief ihn der damalige Präsident des Internationalen Olympischen Komitees (IOC), Juan Antonio Samaranch, in die Radio/TV-Kommission des IOC, der er bis 1998 angehörte.
Skamper berichtete als Reporter von insgesamt zwölf Olympischen Sommer- und Winterspielen, sechs Fußballweltmeisterschaften und vielen Welt- und Europameisterschaften im Schwimmen, Radsport, Judo und Fechten.
Er starb 2024 im Alter von 87 Jahren. Die Grabstätte befindet sich auf dem Kölner Melaten-Friedhof.

## Auszeichnungen
- 1984 wurde Skamper vom Nationalen Olympischen Komitee für Deutschland mit der Silberkugel für die beste Hörfunkreportage von den Olympischen Spielen in Los Angeles ausgezeichnet. Es handelte sich um den Endkampf im Judo, den der Deutsche Frank Wieneke gegen den Engländer Neil Adams gewann.

- 1985 verlieh ihm Bundespräsident Richard von Weizsäcker das Bundesverdienstkreuz am Bande.